# 牧野徹郎
牧野徹郎（まきの てつろう）は日本の起業家、経営者。株式会社favary代表取締役、株式会社マスドライバー代表取締役を務める。

## 略歴
- 神奈川県横浜市に生まれる[1]。桜美林大学短期大学部英文科卒業[2]。卒業後には家庭用医療機器を販売している会社で営業とマーケティングを担当する。その後ゲーム制作会社で4年間勤務したのち、2015年に株式会社favaryを創業[3]。事業を通じて海外進出への可能性とWebマーケテイングの影響力を実感。
- 2017年から株式会社デフサポの取締役を務める[4]。
- 2021年、株式会社マスドライバーを創業。翌年11月から拠点を米国テキサス州へ移し、Webマーケティング支援に加えて、日本企業に対する米国進出サポートを展開[5]。
- 2023年2月、株式会社マスドライバーにおいて、株式会社デフサポと連携し多様性&インクルージョンに配慮したマーケティング実行支援を開始した[6]。

## 人物
- 配偶者は牧野友香子[7]。2人の女児の父親。2022年11月に家族で渡米した。
- 好きな言葉は「一線を画す」。トレイルランニング、ジム、アウトドアを余暇に楽しむ[1]。